# 653
653 (DCLIII) fue un año común comenzado en martes del calendario juliano, en vigor en aquella fecha.

## Acontecimientos
- 16 de diciembre: VIII Concilio de Toledo.
- Recesvinto se convierte en rey visigodo.
- Los longobardos se convierten al catolicismo.[1]
- El general musulmán Muawiyah I conquistó Rodas, y según la Crónica de Teófanes el Confesor, la estatua el Coloso de Rodas fue completamente destruida y los restos vendidos.

## Nacimientos
- Childerico II, rey de Austrasia.

## Fallecimientos
- 30 de septiembre: Chindasvinto, rey de los visigodos entre los años 642 y 653.